# Попельнасте
Попельна́сте — село в Україні, у Попельнастівській сільській громаді Олександрійського району Кіровоградської області. Населення — 927 осіб. Орган місцевого самоврядування — Попельнастівська сільська рада.

## Походження назви
Є назви, історія походження яких не викликає сумніву, наприклад Гайове, Діброва, Піщаний Брід, Зелений Барвінок. В той же час існують назви населених пунктів, історія яких сягає у глибину віків. На кордоні з Дніпропетровщиною серед неосяжного степу розкинулося село Попельнасте.
Відомо, що в Україні з 14 ст. розвивалося виробництво поташу, який виробляли з попелу спалених дерев. Біля кожного такого виробництва була попільня — сховище для зберігання попелу. Звідси і походить назва села, а це значить, що у давні часи в цих краях були лісові масиви.

## Інша версія
Інша версія походження назви села, від, начебто, імені одного з місцевих священиків — здається малоймовірною.
Розглянемо хронологію подій. «Около 1765 г. по распоряжению Новороссийской губернской Канцелярии в Балке Глиняной основана и открыта была государственная воинская слобода Попельнастая….»
Так повідомляє Феодосій Макаревський в своєму описі Катеринославської єпархії. Відкрили і вже дали назву. Далі автор зазначає, що першим священиком Івано-Богословської церкви (вона була закладена 1 червня 1772, а 16 грудня 1773 освячена) був Діонісій Дем'яновський та Симеон Ревуцький.
Як бачимо, перші сім років село взагалі не мало церкви. Згадку ж про диякона цієї ж таки церкви, Гната Попельницького, знаходимо в церковній ревізії лише за 1782 рік. Цей диякон нічим не вирізняється з довгого переліку прізвищ служителів місцевої церкви. Та й село вже 17 років як існує з своєю власною назвою! Тож яка була потреба нарікати його вдруге, та ще й іменем не священика, а нижчого за саном звичайного диякона? До того ж село назване Попельнастим, а не Попельницьким!
Тому, очевидно, прізвище і назва села поєдналися в народній уяві вже пізніше. Породила ж народну версію походження — часткова співзвучність дияконового прізвища та назви села. Так, імовірно, виникла ця легенда. А вже через декілька поколінь вона почала сприйматися як незаперечний факт.

## Історія
Поблизу Попельнастого навесні 1648 року відбувалась Битва під Жовтими Водами під проводом Богдана Хмельницького. Про це свідчить академічна «Історія Української РСР».
В 1752—64 роках село входило до складу Новослобідського козацького полку (на 1763 рік у складі 6 роти).
Станом на 1886 рік в селі, центрі Попельнастівської волості Верхньодніпровського повіту Катеринославської губернії, мешкало 3672 осіб, налічувалось 612 дворів, працювала церква православна та школа.
За переписом 1897 року кількість мешканців зросла до 6035 осіб (3030 чоловічої статі та 3005 — жіночої), з яких 5890 — православної віри.
Під час організованого радянською владою Голодомору 1932—1933 років померло щонайменше 223 жителі села.

## Населення
Згідно з переписом УРСР 1989 року чисельність наявного населення села становила 1417 осіб, з яких 636 чоловіків та 781 жінка.
За переписом населення України 2001 року в селі мешкало 1336 осіб.

### Мова
Розподіл населення за рідною мовою за даними перепису 2001 року:
| Мова       | Відсоток |
| ---------- | -------- |
| українська | 97,15 %  |
| російська  | 2,32 %   |
| молдовська | 0,37 %   |
| білоруська | 0,07 %   |

## Сучасність
На території сільської ради працюють два сільськогосподарські підприємства: СТОВ ім. Шевченка та ТОВ «УкрАгроКом», ФОП Донченко О. М. та понад 250 осіб, які обробляють землі самостійно.
У селі діє загальноосвітня школа І-ІІІ ступенів, дитячий дошкільний навчальний заклад, лікарська амбулаторія, сільський будинок культури, поштове відділення, дві бібліотеки.
Село газифіковане, є вуличне освітлення, станція мобільного зв'язку, одинадцять торгових точок. Село має потужний рекреаційний потенціал та перспективи розвитку зеленого туризму. Безліч ставків та незаймана природа з реліктовими рослинами є справжньою окрасою Попельнастого.
| 1886 | 1970 | 2001 |
| ---- | ---- | ---- |
| 3672 | 2370 | 1334 |
|      | ▼    | ▼    |

## Відомі люди
Уродженцями села є Герої Радянського Союзу О. І. Дидишко (1911—1944) і І. Д. Очеретько (1908—1989).
В селі провів свої дитячі роки Герой Радянського Союзу Г. М. Калиниченко (1903—1943).